# 81114
81114, también conocido como 08.11.14, es el tercer álbum en vivo de la banda de rock alternativo Zoé, lanzado al mercado el 30 de octubre de 2015 por Universal Music Group de México. Fue grabado el 8 de noviembre de 2014 desde el Estadio GNP Seguros, (antes Foro Sol) en la Ciudad de México ante más de 40 mil personas, el lanzamiento oficial del CD y DVD fueron promocionados los sencillos «Cámara Lenta», «Nada» y «Love», en vivo desde el recinto.
El mismo día del lanzamiento, el concierto fue exhibido en varias salas de cine del país.

## Historia
Luego de haber lanzado su quinto álbum de estudio Prográmaton a finales de 2013, la gira de Prográmaton llegó a su fin cuando la agrupación mexicana decidió presentarlo ante más de 40 mil asistentes en el Foro Sol de la Ciudad de México. La banda hizo un recorrido por su trayectoria al interpretar 27 temas extraídos de todos sus álbumes, además renovó viejas canciones al introducir sonidos más eléctricos y psicodélicos, combinados con la iluminación y las formas que se proyectaban en el escenario.
La agrupación mexicana Reyno fue la encargada de abrir el concierto y dejaron el Recinto a las 20:40h para dar paso a la entrada de Zoé. donde tocaron sus éxitos como Fugitivo, Me Voy, Ahrimán, Amarrado, Control, Hasta el último día, Dos Mundos de su álbum más reciente Viaje Por lo Eterno, Poco después Larregui y compañía saltaron al escenario y rápidamente abrieron la noche con ‘Sombras’ y ‘Dos mil trece’, agradeciendo a su público por acompañarlos durante toda su carrera e invitándolos a disfrutar la velada junto a ellos.

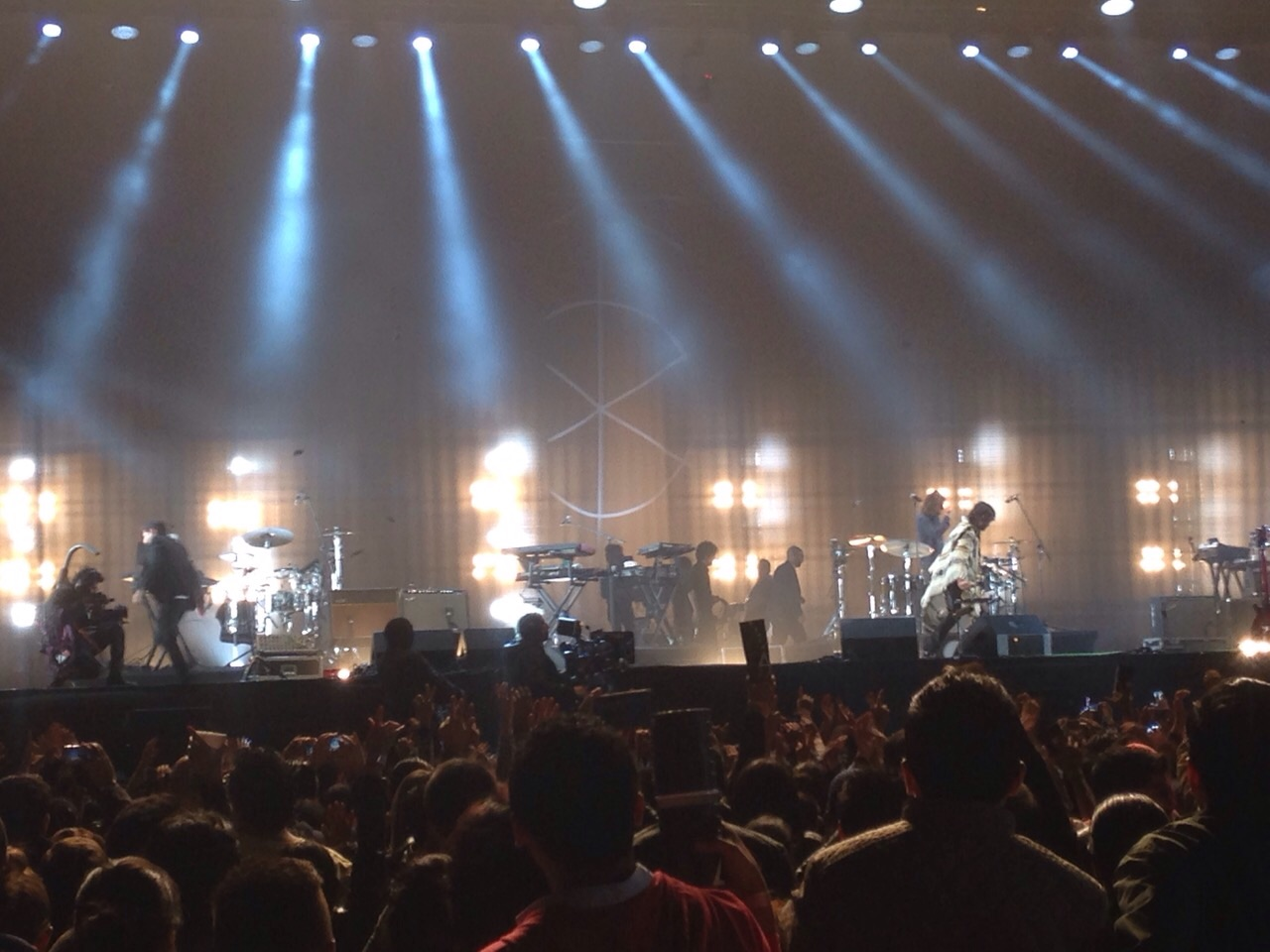
Concierto de Zoé en el Foro Sol

El concierto tuvo un momento electroacústico con Paula y Poli y siguieron con las canciones Andrómeda, Panoramas, Labios rotos y Camara Lenta para dar paso al Encore "nos vamos ir a mear" dijo León.
Durante el evento la banda realizó dos momentos de Encore: en el primero la agrupación reapareció junto a Denise Gutiérrez, de la banda de rock alternativo Hello Seahorse!, para interpretar la canción «Luna». El segundo Encore fue al terminar la canción «Love», para el cual regresaron interpretando «Ciudades Invisibles» y, finalmente, cerrar el concierto con «Deja Te Conecto» entre fuegos artificiales.
Lo que Zoé logra en ese día es algo memorable, conquistando el Foro Sol nuevamente, ya que anteriormente ya habían estado ahí, pero como invitados de festivales.
8.11.14 es considerado por muchos de los fanes el mejor concierto que la agrupación ha ofrecido. 
Una sola noche bastó para poder conquistar el recinto, su gran calidad de producción y la calidad interpretativa de Zoé logra que este concierto sea uno de los mejores vividos en el Foro Sol.

## Personal
- Sergio Acosta - Guitarra y Ukelele.
- Jesús Báez - Teclado y voz.
- Rodrigo Guardiola - Batería.
- León Larregui - Voz y guitarra.
- Ángel Mosqueda - Bajos y guitarra.

Músicos invitados
- Felipe Ceballos - Percusiones y teclado.
- Andrés Sánchez - Teclados, bajos y sampler.

Invitado especial
- Denise Gutiérrez - Voz en Luna.

## Discurso de León Larregui
Durante el concierto, el vocalista León Larregui habló sobre la situación en la que se encontraba el país, acerca de un acontecimiento de desaparición forzada en Iguala, Guerrero, donde 43 estudiantes fueron asesinados.
El vocalista abrió una carta y en protesta por tal acontecimiento comenzó a leerla hacia toda la audiencia, diciendo:

"Escribí algo que hace falta decirlo, que hay que ser responsables. México está de luto. México está sangrando. Qué más tenemos que aguantar para decir basta. El país está secuestrado por una pandilla de neandertales, ladrones y asesinos. ¿En qué país quieres vivir tú?, en el que el simple hecho de exigir tu derecho a una vida digna y justa, signifique que te van a desaparecer y a matar. ¿Qué chingada madres es eso? Soñemos con el México que queremos y hagámoslo realidad actuando sin miedo. Tú tienes el poder de transformar la realidad. En un cuarto lleno de luz no hay lugar para la oscuridad, pero en un cuarto lleno de oscuridad, con un solo pinche foco lo puedes iluminar y ese foco podría ser Ayotzinapa. De alguna forma todos somos responsables de lo que pasó, reflexionen y platiquen, júntense; tenemos que unirnos, ser un mismo pueblo, ser una gran luz, no por nada somos la raza dorada del pueblo del sol. Luz y fuerza hermanos..."
León Larregui 

Después tocarían Love iniciando así el segundo Encore.

## Lista de canciones
Las canciones que la banda interpretó en su concierto fueron las siguientes, sin embargo, algunas canciones fueron omitidas en el CD/DVD.
| 8.11.14                |                                                  |          |  |
| N.º                    | Título                                           | Duración |  |
| 1.                     | «Sombras» (Versión Revisitada de Yamil Rezc)     | 6:27     |  |
| 2.                     | «Dos Mil Trece»                                  | 5:06     |  |
| 3.                     | «10 A.M.»                                        | 3:51     |  |
| 4.                     | «Fin de Semana»                                  | 3:51     |  |
| 5.                     | «Últimos días»                                   | 4:28     |  |
| 6.                     | «Vía Láctea» (No incluida)                       | 3:38     |  |
| 7.                     | «Dead» (No incluida)                             | 4:31     |  |
| 8.                     | «Nada»                                           | 5:36     |  |
| 9.                     | «Nunca» (Únicamente en DVD)                      | 4:27     |  |
| 10.                    | «Corazón Atómico» (No incluida)                  | 3:33     |  |
| 11.                    | «Solo» (No incluida)                             | 3:39     |  |
| 12.                    | «Miel»                                           | 4:19     |  |
| 13.                    | «Arrullo de Estrellas»                           | 3:58     |  |
| 14.                    | «Game Over Shanghai»                             | 6:00     |  |
| 15.                    | «Paula» (No incluida)                            | 3:56     |  |
| 16.                    | «Poli»                                           | 3:27     |  |
| 17.                    | «Andrómeda»                                      | 5:09     |  |
| 18.                    | «Panoramas» (No incluida)                        | 3:54     |  |
| 19.                    | «Labios rotos»                                   | 4:24     |  |
| 20.                    | «Cámara Lenta» (Primer Encore)                   | 6:17     |  |
| 21.                    | «Luna» (Con Denise Gutiérrez de Hello Seahorse!) | 5:05     |  |
| 22.                    | «Reptilectric» (No incluida)                     | 3:52     |  |
| 23.                    | «Soñé» (Únicamente en DVD)                       | 4:18     |  |
| 24.                    | «No Me Destruyas»                                | 3:58     |  |
| 25.                    | «Love» (Segundo Encore)                          | 4:47     |  |
| 26.                    | «Ciudades Invisibles»                            | 4:11     |  |
| 27.                    | «Deja Te Conecto»                                | 6:14     |  |
| Duración Total:1:39:06 |                                                  |          |  |